# انسحاب الأفكار
في الطب النفسي، انسحاب الأفكار أو سحب الأفكار هو الاعتقاد الوهمي بأن الأفكار قد "أُخرجت" أو "سُحبت" من عقل المريض، وليس للمريض أي سلطة على ذلك. وغالبا ما يصاحب حجب الأفكار. قد يعاني المريض من انقطاع في تدفق أفكاره، معتقدًا أن الأفكار المفقودة قد تم سحبها من عقله بواسطة قوة خارجية. يعد هذا الوهم أحد أعراض شنايدر الأولى لمرض انفصام الشخصية. نظرًا لأن انسحاب الأفكار يوصف بأنه وهم، فإنه وفقًا للدليل التشخيصي والإحصائي للاضطرابات العقلية (DSM-IV TR) يمثل عرضًا إيجابيًا لمرض انفصام الشخصية.